# Walther Keßler
Walther Keßler (* 27. Februar 1930; † 9. Februar 2006) war ein deutscher Physiker. Von 1976 bis 1994 war er Präsident an der Fachhochschule München.

## Leben
Keßler studierte Physik an der Technischen Hochschule München und wurde 1959 mit der Arbeit „Ein neues Verfahren zur quantitativen lichtelektrischen Emissionsspektralanalyse“ promoviert.
1976 wurde Walther Keßler Präsident der Fachhochschule München und hatte die Position bis zu seiner Pensionierung 1994 inne. Unter seiner Ägide wurde die Fachhochschule zu einer der Größten in Deutschland ausgebaut und die internationalen Kooperationen weltweit forciert. Keßler realisierte unter anderem das Mensa- und Bibliotheksgebäude in der Lothstraße und den Umbau des Campus Pasing für die Fachbereiche Sozialwesen und Betriebswirtschaftslehre. 
Prof. Keßler war langjähriger Vorsitzender der Fachhochschulrektorenkonferenz und der erste stellvertretende Vorsitzende der Westdeutschen Rektorenkonferenz, der von einer Fachhochschule kam.

## Ehrungen
- Bundesverdienstkreuz am Bande (2. November 1981)[1]
- Bayerischer Verdienstorden (1992)